# Asociación Nacional de Muchachas Guías de Honduras
L'Asociación Nacional de Muchachas Guías de Honduras (ANMGH; tradotto Associazione Nazionale Ragazze Guide dell'Honduras) è l'organizzazione nazionale del Guidismo dell'Honduras. Questa conta 2482 membri (nel 2003). Fondata nel 1953, l'organizzazione diventa un membro associato del World Association of Girl Guides and Girl Scouts (WAGGGS) nel 1981 e membro effettivo nel 2002.
L'emblema dell'associazione raffigura un pino.

## Programma
L'associazione è divisa in tre sezioni in rapporto all'età:
- Abeja - dai 7 ai 10 anni
- Guia Intermedia - dagli 11 ai 14 anni
- Guia Mayor - dai 15 ai 18 anni